# Innsbruck Hauptbahnhof
Der Innsbrucker Hauptbahnhof ist der größte Bahnhof der Tiroler Landeshauptstadt Innsbruck. In Form eines Durchgangsbahnhofs liegt er östlich der Innsbrucker Innenstadt und zählt zu den wichtigsten Eisenbahnknoten in Österreich. 

## Lage
Der Bahnhof liegt in der Innsbrucker Innenstadt an der Grenze zu Pradl.
Zum Areal des Hauptbahnhofs gehört auch der Frachtenbahnhof Innsbruck, der wegen der 1994 fertiggestellten Güterzugsumfahrung Innsbruck (Inntaltunnel) seine Bedeutung teilweise verloren hat und im Zuge der Stadtentwicklung in ein Wohngebiet umgewandelt werden soll. Der Verschiebebahnhof des Eisenbahnknotens Innsbruck befindet sich in Hall in Tirol.
In unmittelbarer Nähe des Bahnhofs bietet eine Vielzahl von Geschäften Einkaufsmöglichkeiten, zudem liegt das Einkaufszentrum Sillpark an, und im Weiteren ist die Maria Theresien-Straße, eine Geschäftsstraße, fußläufig erreichbar.

## Verkehrsbedeutung

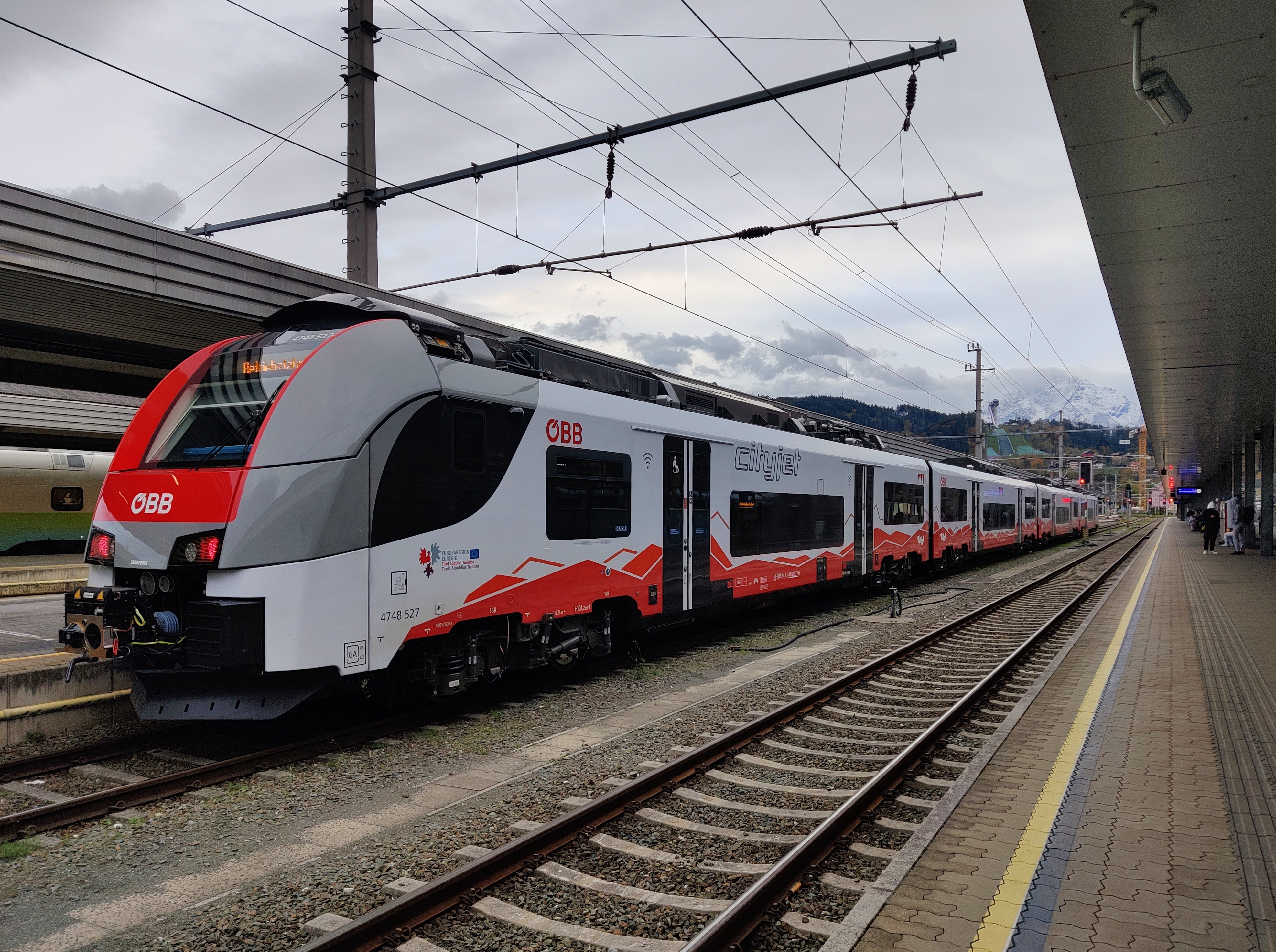
Tiroler Cityjet am Hauptbahnhof nach Kufstein.

Mit über 38.000 Fahrgästen pro Tag (Stand 2022) und 21.229 Ein- und Aussteiger pro Tag (Stand 2021) zählt Innsbruck Hbf in Österreich zu den Bahnhöfen mit dem höchsten Fahrgastaufkommen, nur übertroffen von sechs Wiener Bahnhöfen (mit 42.000 bis 123.000 Passagieren pro Tag) sowie Graz Hbf (42.000 Fahrgäste pro Tag) und Linz Hbf (41.900 Fahrgäste pro Tag).
Die Bedeutung des Bahnhofs liegt im Pendlerverkehr in die Tiroler Landeshauptstadt und in einer Knotenfunktion für den Ost-West-Verkehr (Budapest)–Wien–Salzburg–Wörgl–Innsbruck–(Zürich)/Bregenz und den Nord-Süd-Verkehr München–Wörgl–Innsbruck–Bozen–Verona–(Mailand/Venedig/Rom). Innsbruck ist auch der wichtigste Haltepunkt der S-Bahn Tirol, von hier aus starten die meisten Linien.
Die Eisenbahnstrecke zwischen Baumkirchen (circa 15 km östlich von Innsbruck Hauptbahnhof) und  Wörgl Hauptbahnhof (genannt Unterinntalbahn) zählt zu den meistbefahrenen Eisenbahnstrecken Österreichs (bis zu 430 Züge am Tag) und wird deshalb derzeit im Zuge der TEN-Achse Berlin–Palermo viergleisig ausgebaut. In Wörgl Hbf teilt sich die Bahnstrecke in den nördlichen Ast über Kufstein nach Salzburg und München einerseits und in den östlichen Ast über Zell am See nach Salzburg, Graz und Klagenfurt (Giselabahn) andererseits.
Der Hauptbahnhof hat acht Durchfahrtsgleise – wobei Bahnsteig 1 als „Hausbahnsteig“ ebenerdig erreichbar ist – und vier Kopfgleise (Bahnsteige 21–22, 31 und 41) für den regionalen Personenverkehr über die Mittenwaldbahn, die Arlbergbahn und die Brennerbahn. Bahnsteig 8 ist von Osten zugänglich und wird für die Autoverladung auf Autoreisezüge verwendet. Seit Dezember 2014 gab es in Innsbruck zwischenzeitlich keine Entlade-/Verlademöglichkeit für Autoreisezüge mehr. Aktuell (2020) wird auf der ÖBB-Nightjet-Verbindung von und nach Düsseldorf Automitnahme angeboten.
Am Hauptbahnhof halten bzw. starten die folgenden Linien der S-Bahn Tirol: , und  sowie ,  und , welche Innsbruck mit ganz Tirol verbinden.
Der Bahnhofsvorplatz – Südtiroler Platz genannt – ist ein Knotenpunkt für den öffentlichen Nahverkehr und bindet die meterspurige Straßenbahn, die Stubaitalbahn sowie regionale und innerstädtische Buslinien ein.

## Geschichte

### 1. Hauptbahnhof 1858–1956

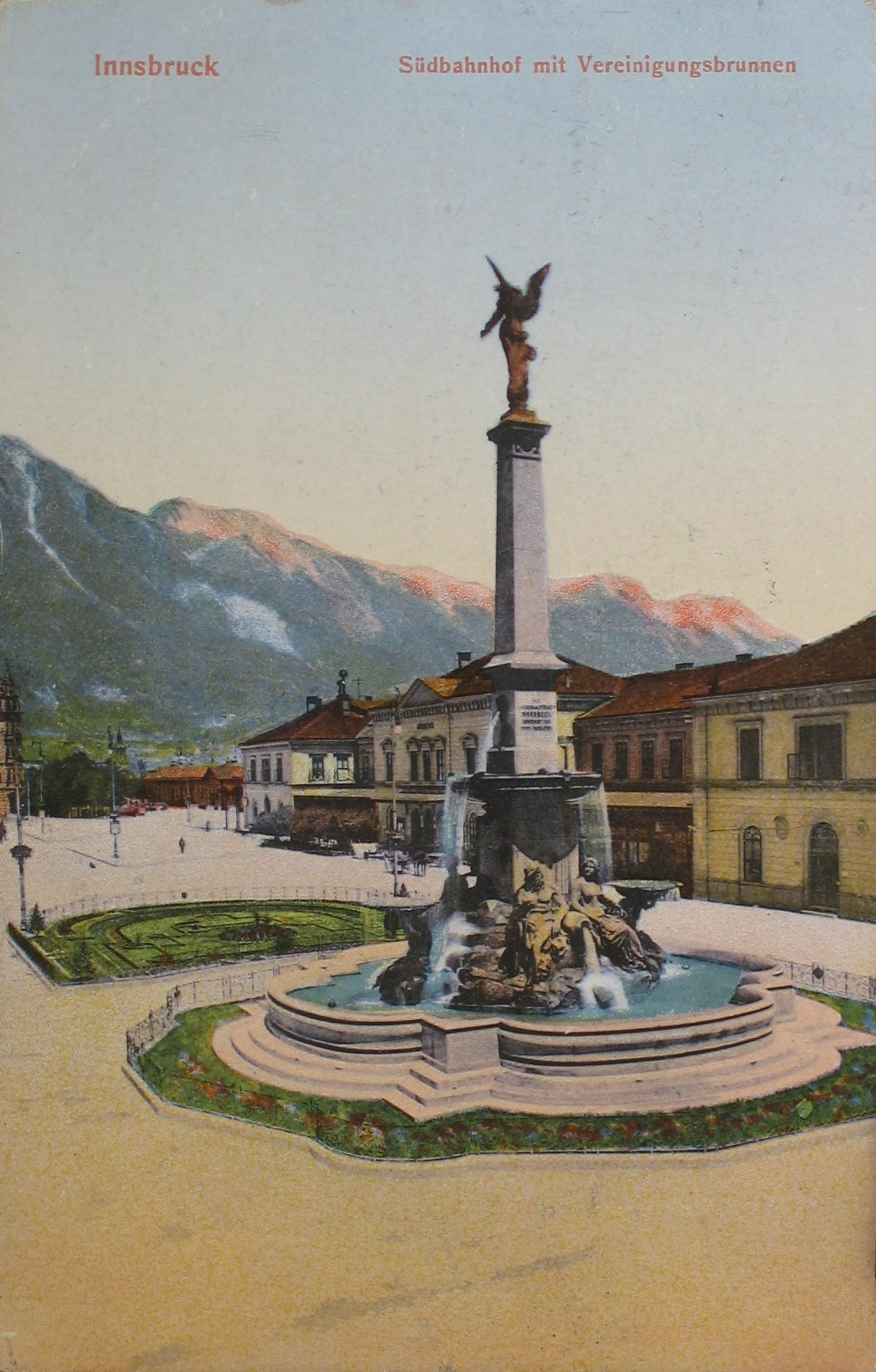
Südbahnhof mit Vereinigungsbrunnen, um 1909

Die Planungen einer Eisenbahnstrecke auf Tiroler Gebiet begannen ab dem Jahr 1850. Drei Jahre später genehmigte Kaiser Franz Joseph I. die Trassenführung von Innsbruck bis Wörgl und ein Jahr darauf weiter bis zur Landesgrenze bei Kufstein. Franz Czwerwenka, der Leiter der Zivilbauleitung, entwarf den Hauptbahnhof, der zu seiner Zeit als eines der schönsten Aufnahmegebäude der Monarchie galt. Mit der Eröffnung der Strecke zwischen Kufstein und Innsbruck wurde das Bahnhofsgebäude in Betrieb genommen. Er lag damals noch inmitten von Wiesen und Feldern. Eine größere Bedeutung erfuhr der Bahnhof auch mit der Inbetriebnahme der Brennerbahn (damals Südbahn) 1867 und mit der Arlbergbahn 1883, für die der Innsbrucker Westbahnhof angelegt wurde. Durch den Zugverkehr über den Brennerpass war der Bahnhof bereits zu klein geworden, daher wurden das Aufnahmegebäude und die Bahnsteighalle umgebaut.
Am 1. Jänner 1924 übernahmen die Österreichischen Bundesbahnen (ÖBB) die österreichischen Strecken der damaligen Südbahngesellschaft. 1927 wurde daher der Bahnhof dem gestiegenen Verkehrsaufkommen angepasst und umgebaut. Die Abfahrtshalle erhielt 1928 Fresken von Rudolf Stolz, dessen Entwürfe denjenigen von Alfons Walde (mit dem Motiv Nordtirol und Südtirol) vorgezogen wurden, die Bahnsteige Unterführungen und statt einer Bahnsteighalle wurden billigere Bahnsteigdächer verwendet. Im heute noch bestehenden „Uhrturmgebäude“, im Nordtrakt gelegen und so genannt wegen eines kleinen Uhrturms an der Spitze, war die Betriebsdirektion untergebracht.
Am Ende des Zweiten Weltkriegs wurde der Bahnhof durch die Alliierten völlig ausgebombt.

### 2. Hauptbahnhof 1956–2004

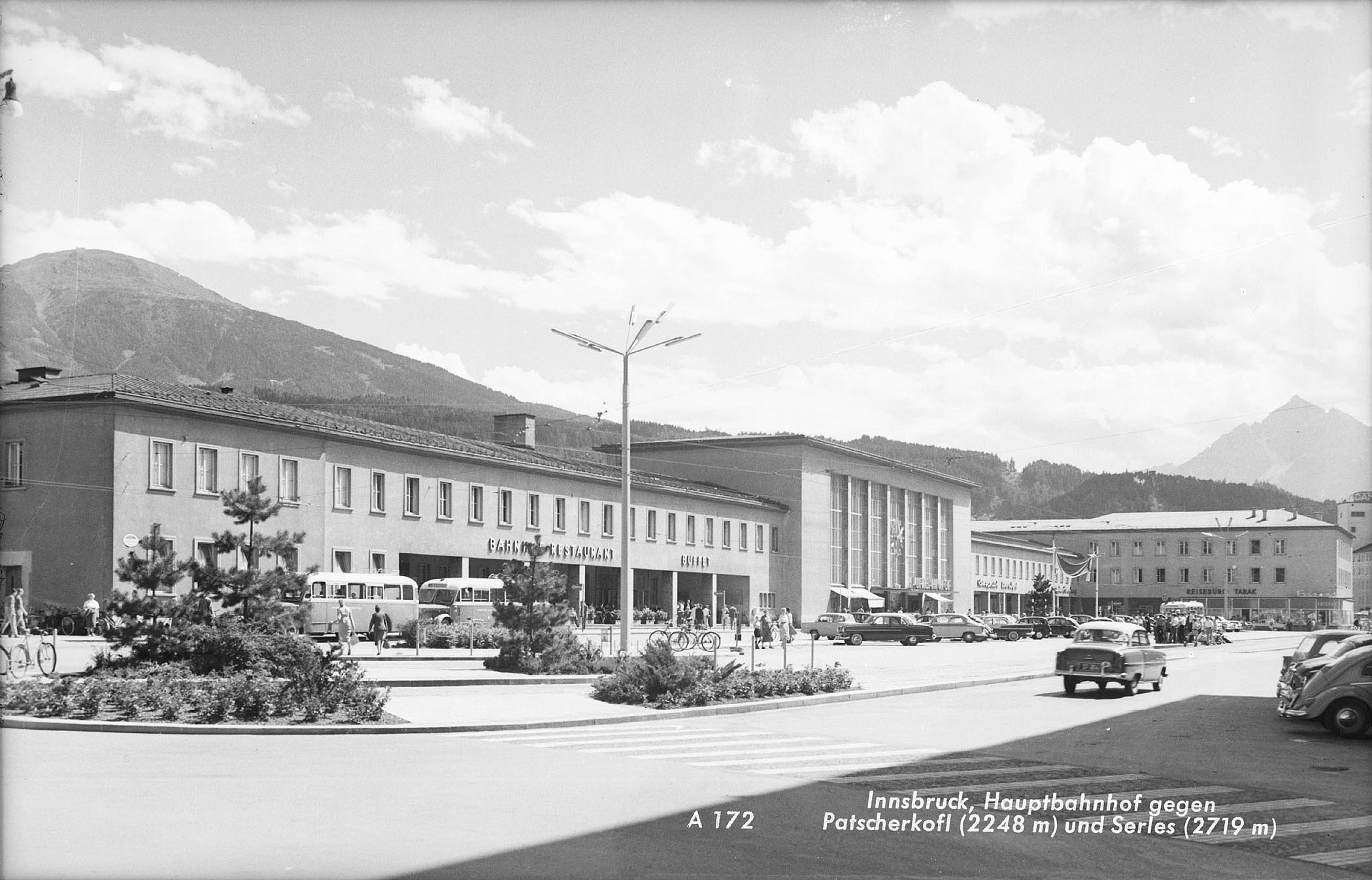
Bahnhofsgebäude um 1960

Ein ÖBB-Architekt führte die Entwürfe bekannter Architekten zusammen, es entstand ein schlichtes, funktionales Gebäude im Stil der 1950er Jahre. Der österreichische Künstler Max Weiler erhielt 1954 den Auftrag zur Ausgestaltung der großen Abfahrtshalle, dessen beide Wandgemälde sorgten wegen der abstrahierenden Darstellung der Innsbrucker Geschichte und Gegenwart für einen Skandal.
In den 1980er Jahren bekam der Bahnhof kleinere Umbauten, war dann aber nicht mehr zeitgemäß für den Betrieb.

### 3. Hauptbahnhof seit 2004
Im Rahmen der 1997 gestarteten Bahnhofsoffensive der ÖBB wurde ein Neubau beschlossen. Der Entwurf stammt vom Architekturbüro Riegler Riewe. Der Spatenstich erfolgte 2001 und die offizielle Eröffnung war am 19. Mai 2004. Die gesamten Baukosten betrugen 25 Millionen Euro.
Zentrales Bauteil ist die Haupthalle, die durchgehend bis zum Untergeschoß reicht, mit Zugang zu den Bahnsteigen über zwei Tunnel (Nord- und Südtunnel), zur Tiefgarage (von dort weiterer Personentunnel ins Hotel Europa und Aufgänge zu den Bus- und Straßenbahnterminals), einem weiteren Personentunnel zum Busbahnhof und zu Ladenlokalen. Daran schließt nördlich ein Bürogebäude an. Das Uhrturmgebäude aus den 1920er Jahren wurde renoviert und beherbergt heute u. a. eine Polizeiinspektion.
Die markanten Wandmalereien von Max Weiler wurden mitsamt wenigen Zentimetern Mauerwerk in einem Stück abgenommen und in der jetzigen Bahnhofshalle wieder aufgehängt.
Der Bahnhofsvorplatz wurde ebenfalls umgestaltet und mit rot eingefärbtem Asphalt versehen. Für eine überlegte Direktführung der Stubaitalbahn vom Hauptbahnhof nach Wilten wurde am Südende des Platzes ein Gleisknoten errichtet. Die Direktführung wird allerdings nicht realisiert werden.

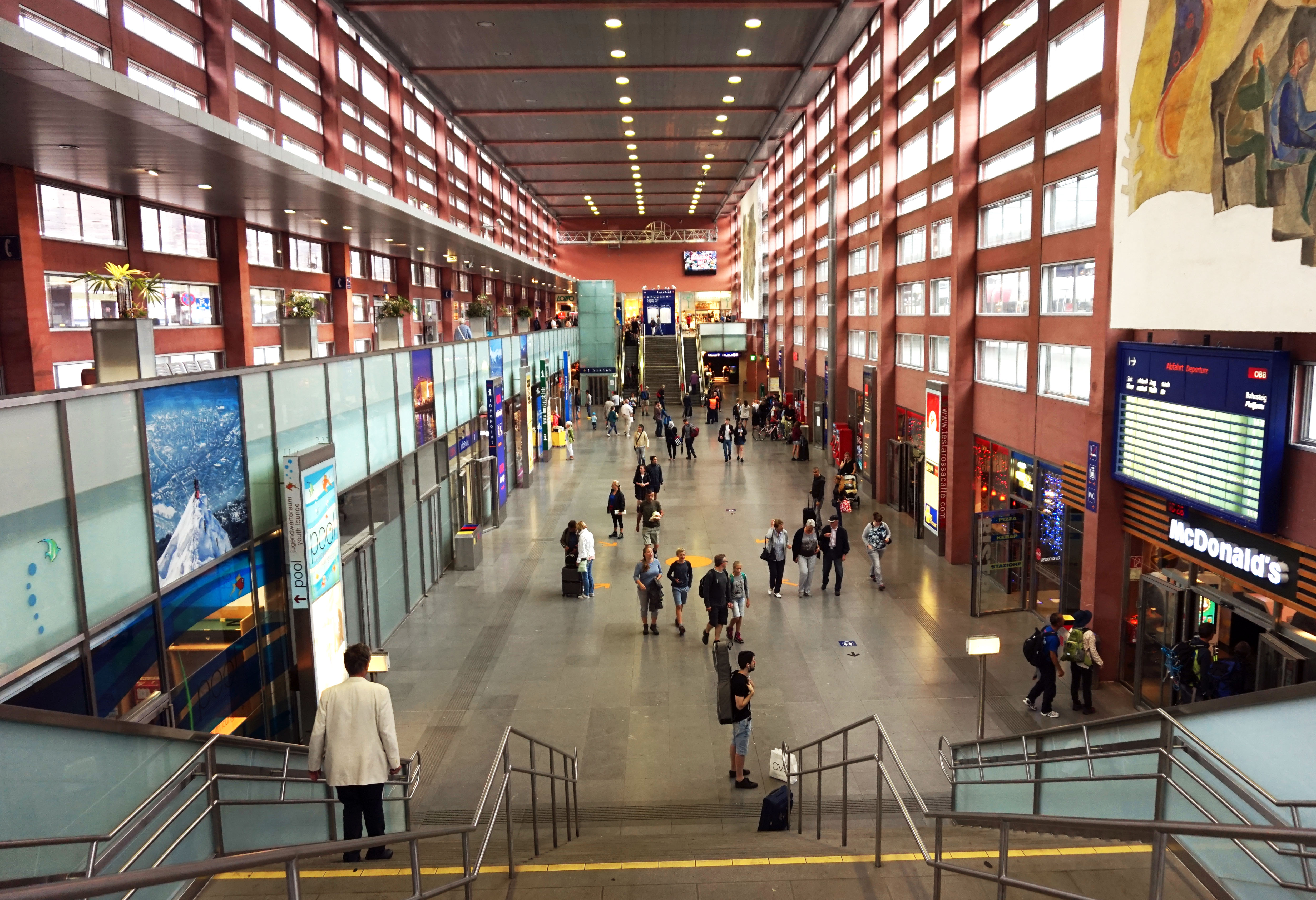
Bahnhofshalle (2017)
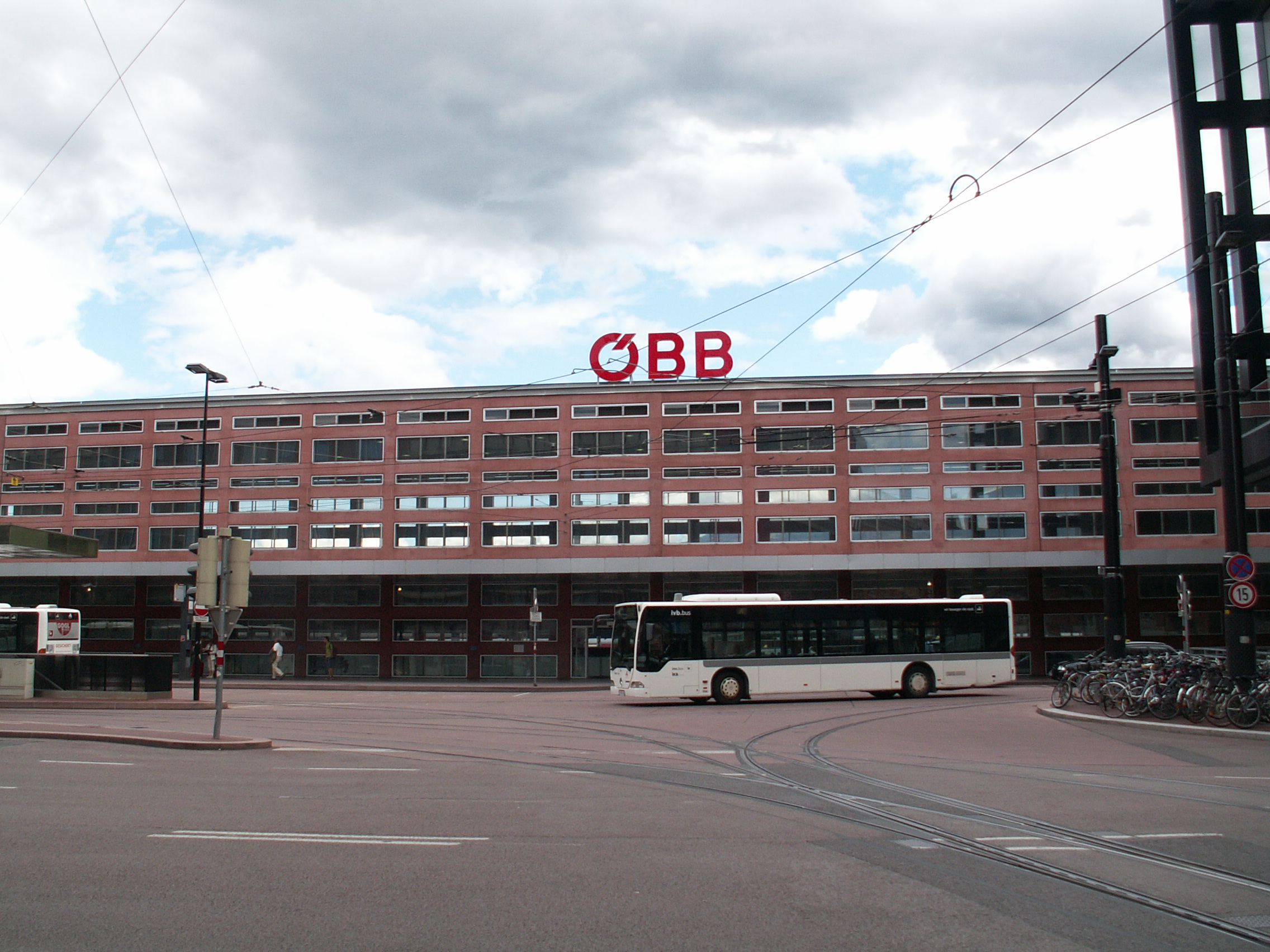
Außenansicht der Bahnhofshalle vom Vorplatz aus (2009)
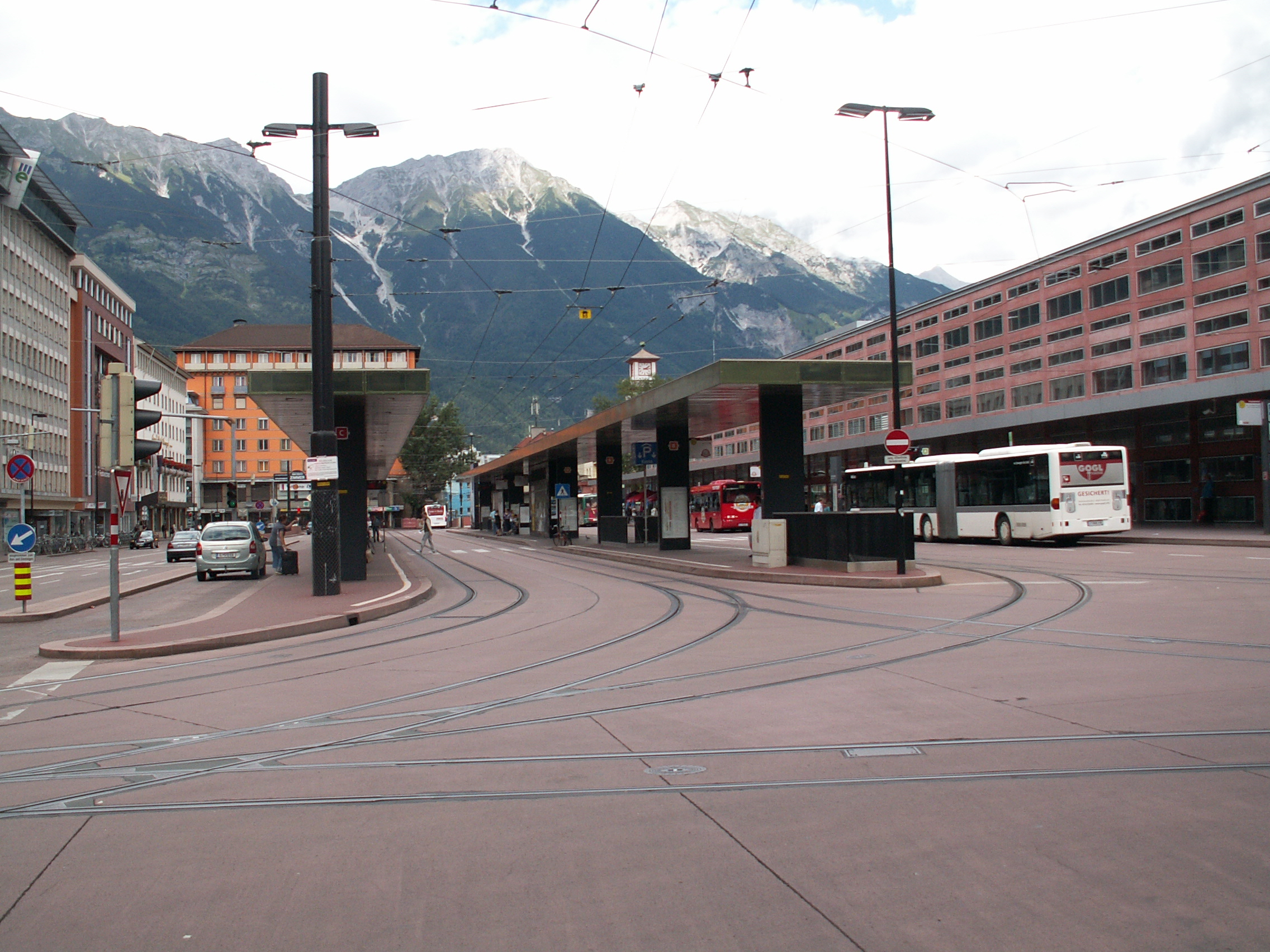
Haltestellen von Bus und Straßenbahn (2009)
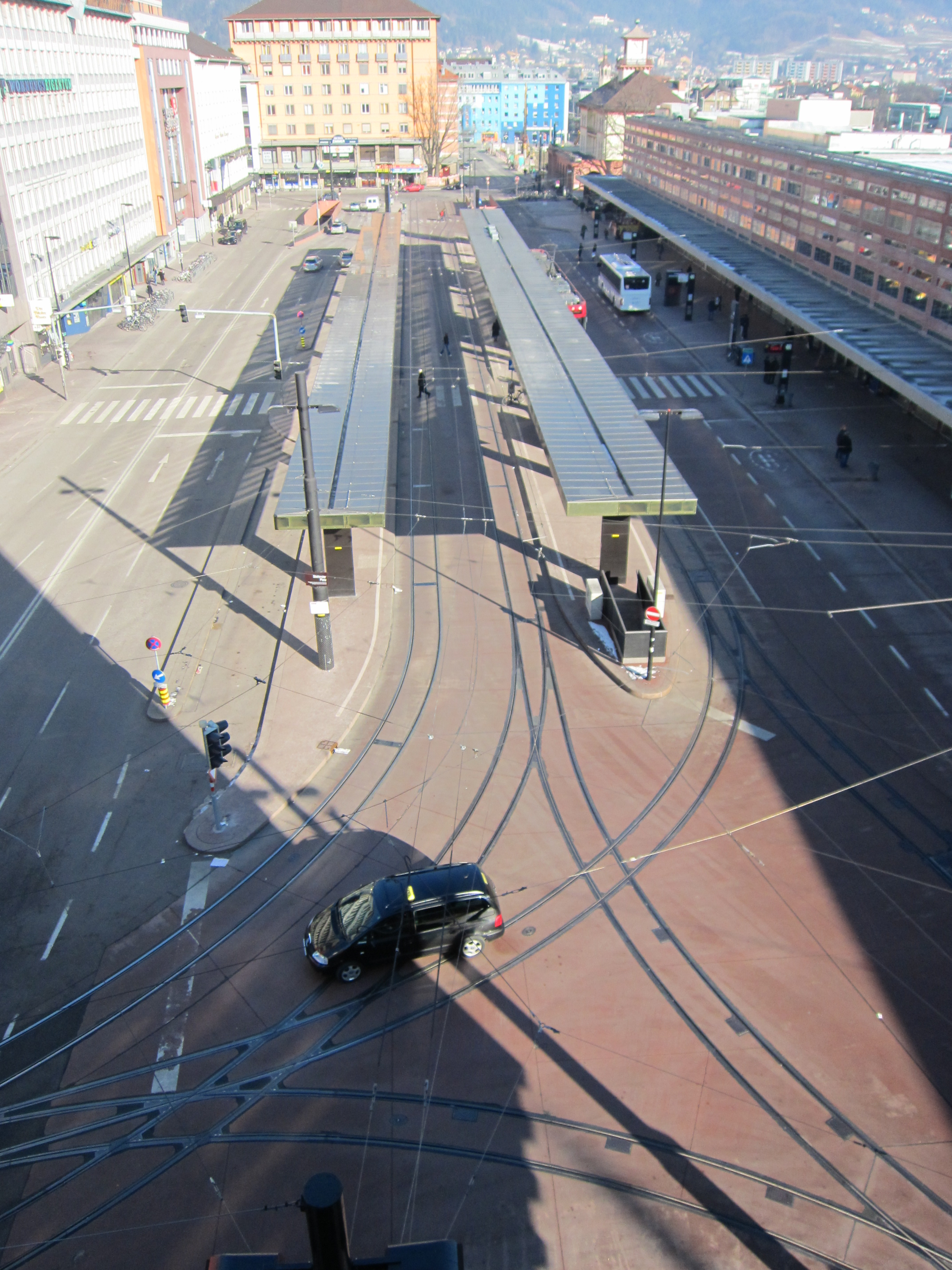
Südtiroler Platz von oben (2011)
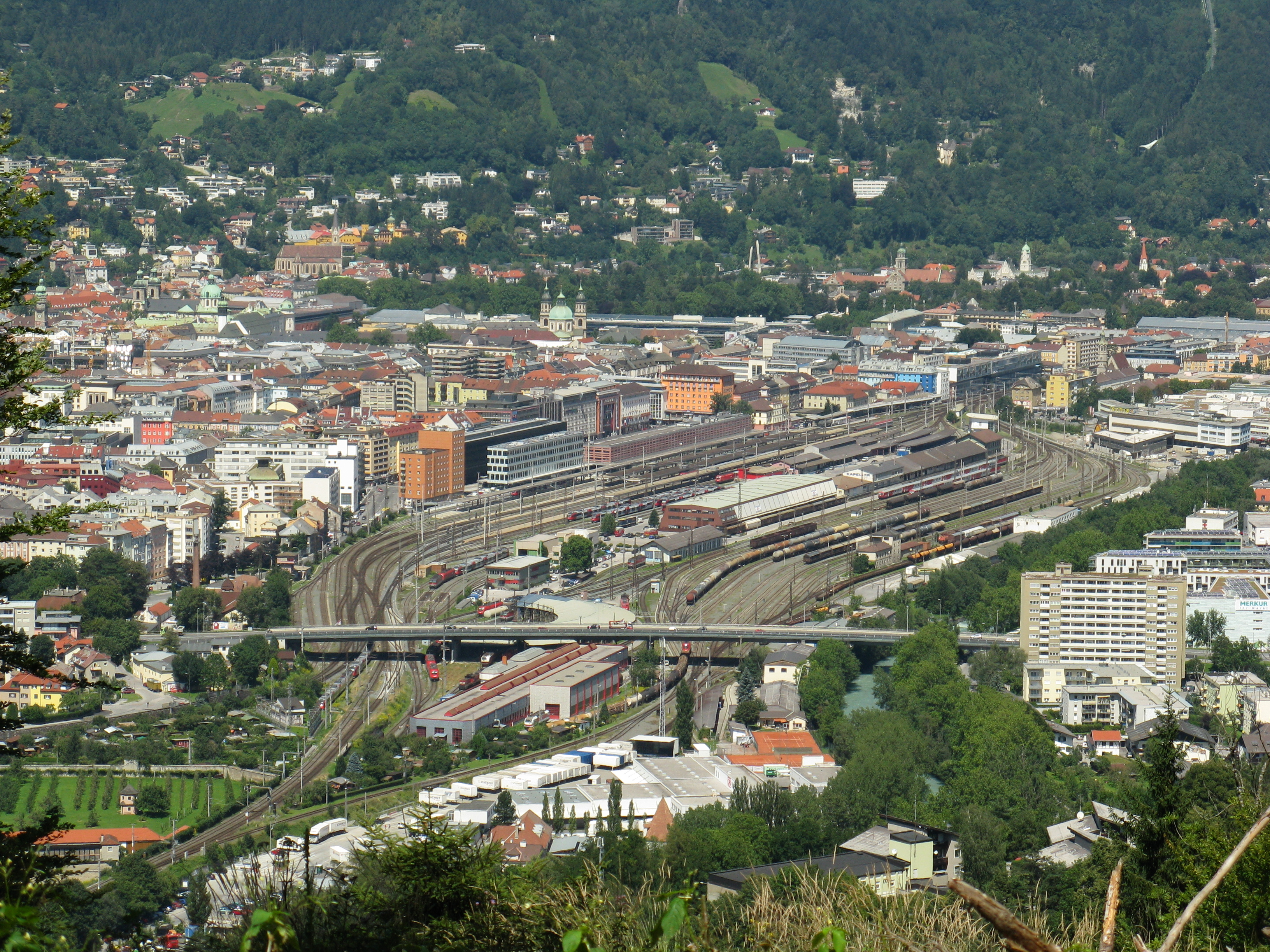
Blick von Süden auf das gesamte Bahnhofsareal, im Vordergrund die Olympiabrücke (2008)
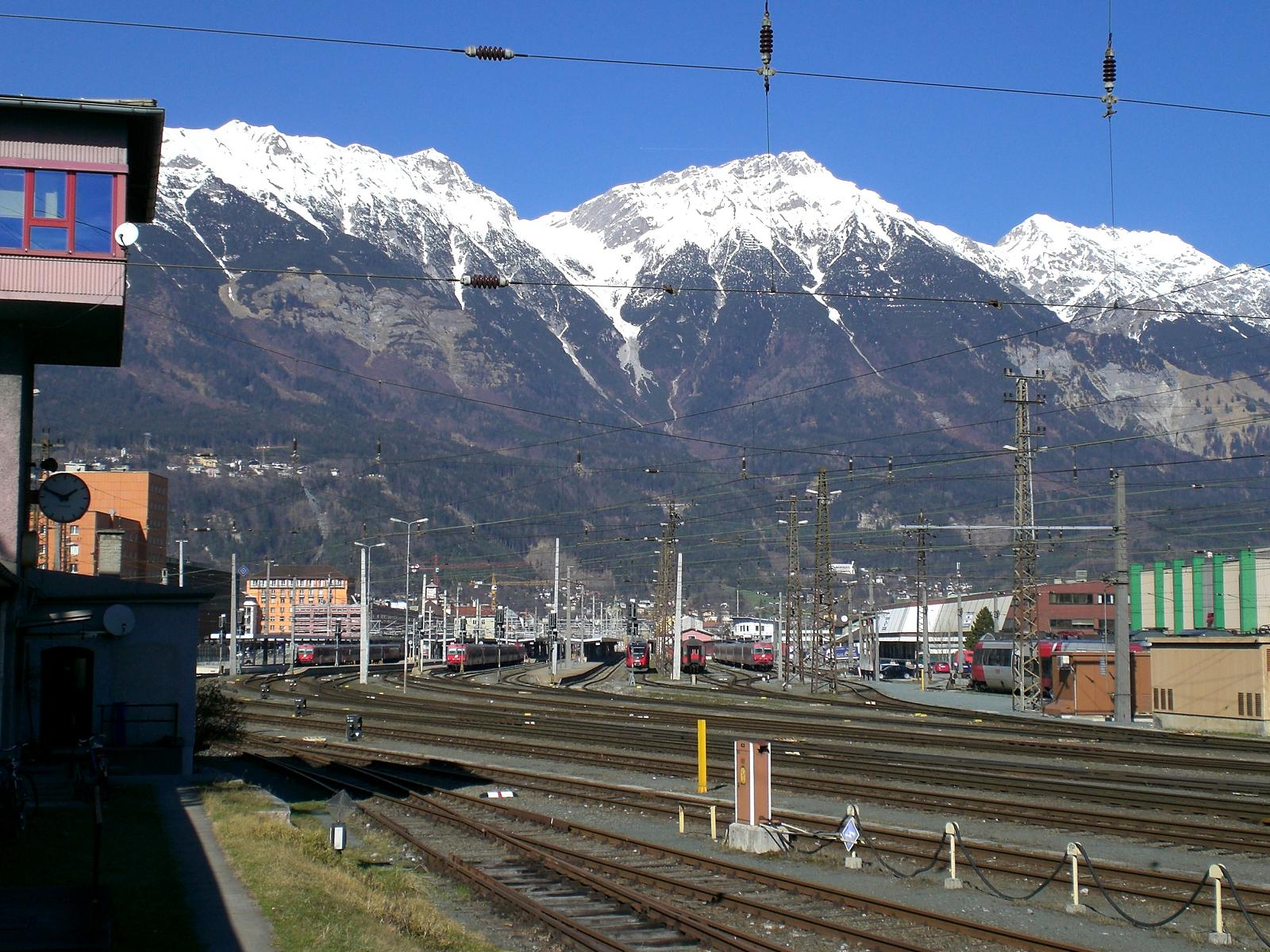
Blick von Süden auf die westlichen Gleisanlagen, im Hintergrund die Nordkette (2007)

## Galerie (Bahnverkehr)

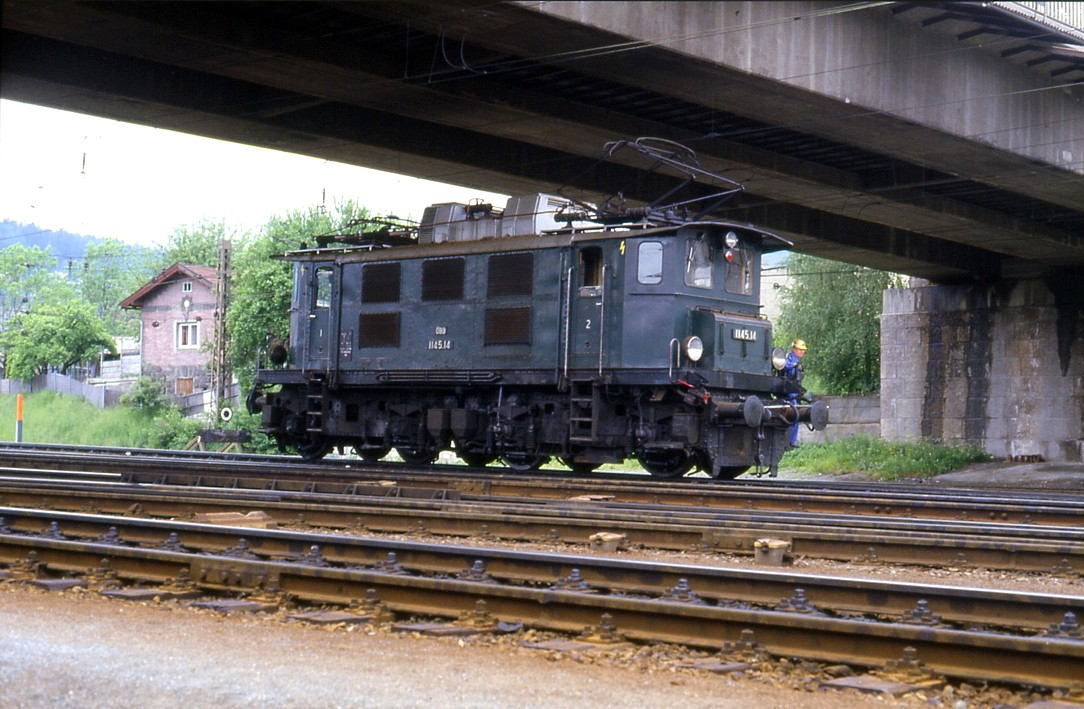
Lok 1145.14 im Verschubdienst (1984)
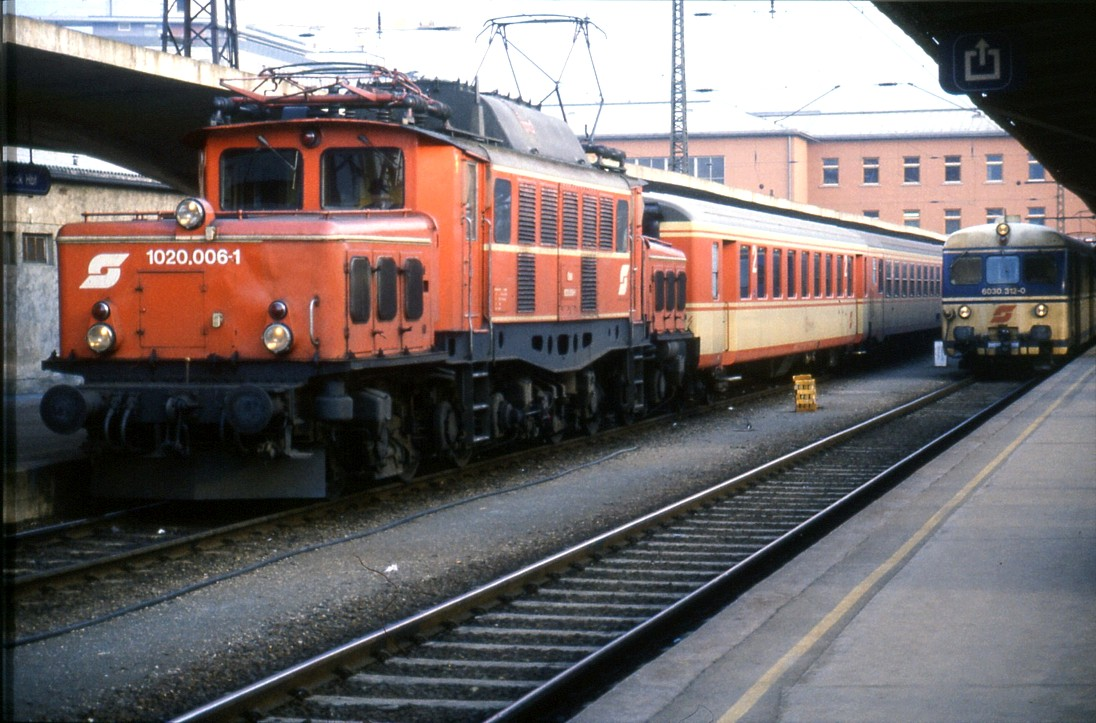
Lok 1020.006-1 mit Regionalzug (1987)
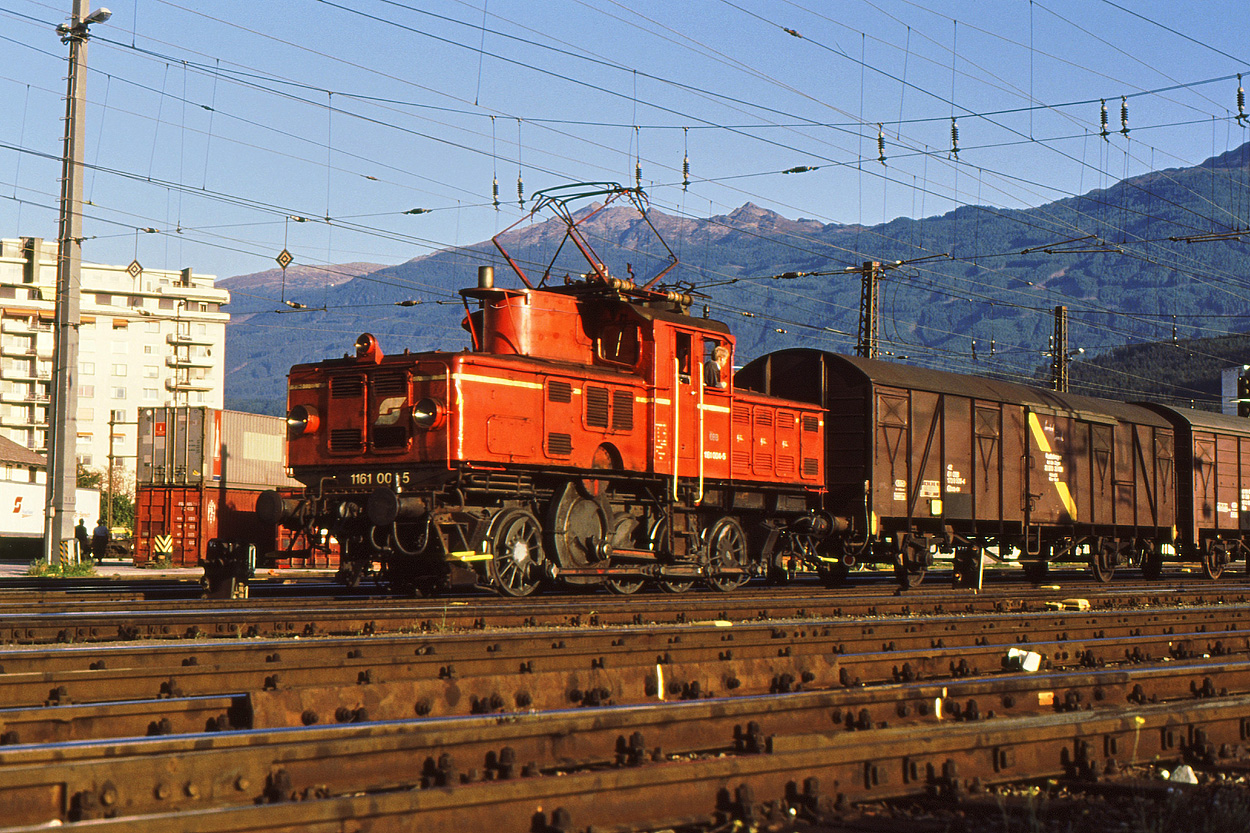
Elektro-Verschublokomotive 1161 006-5 (1992)
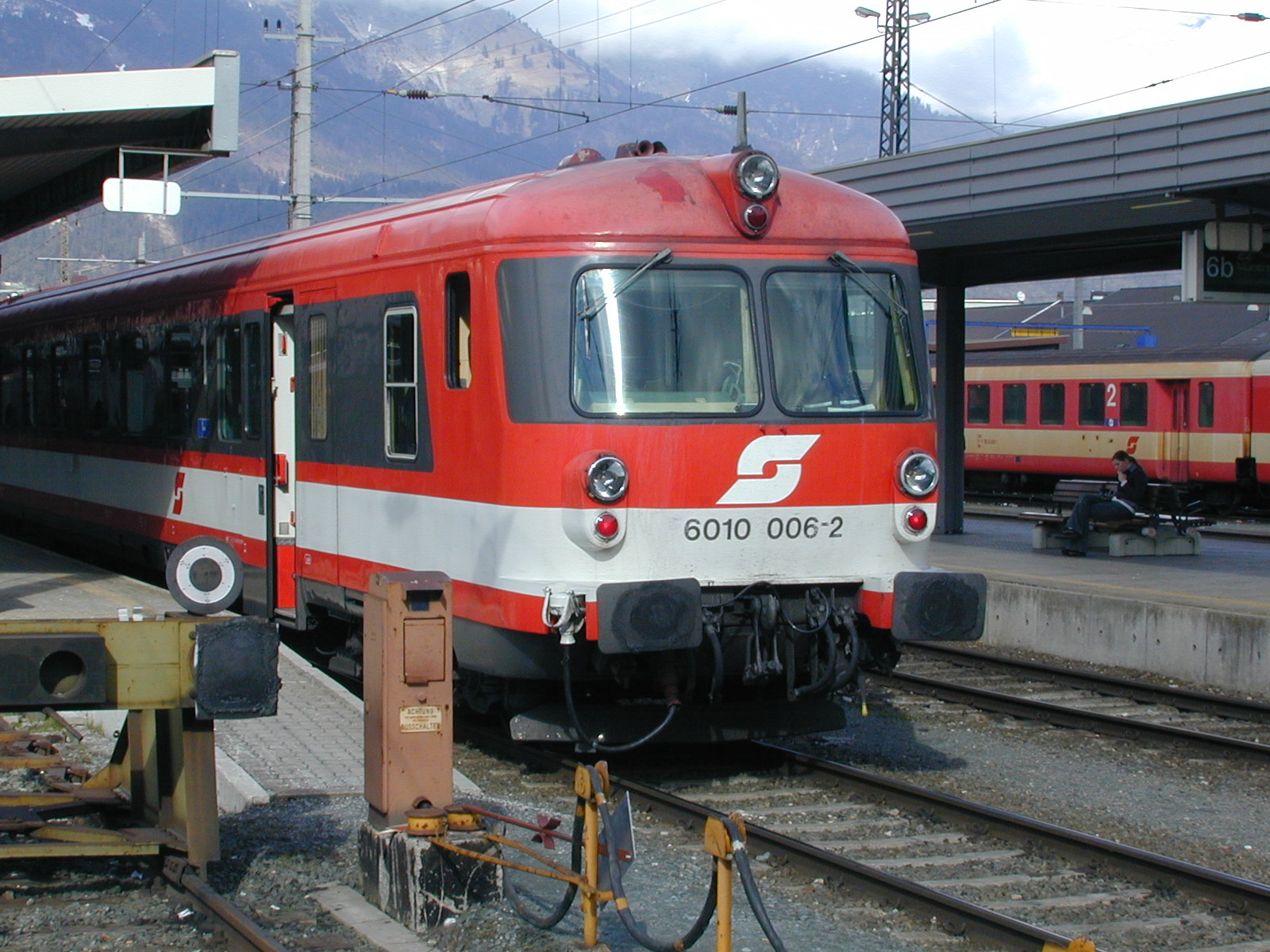
Steuerwagen des Triebzugs 6010 006-2 (2003)
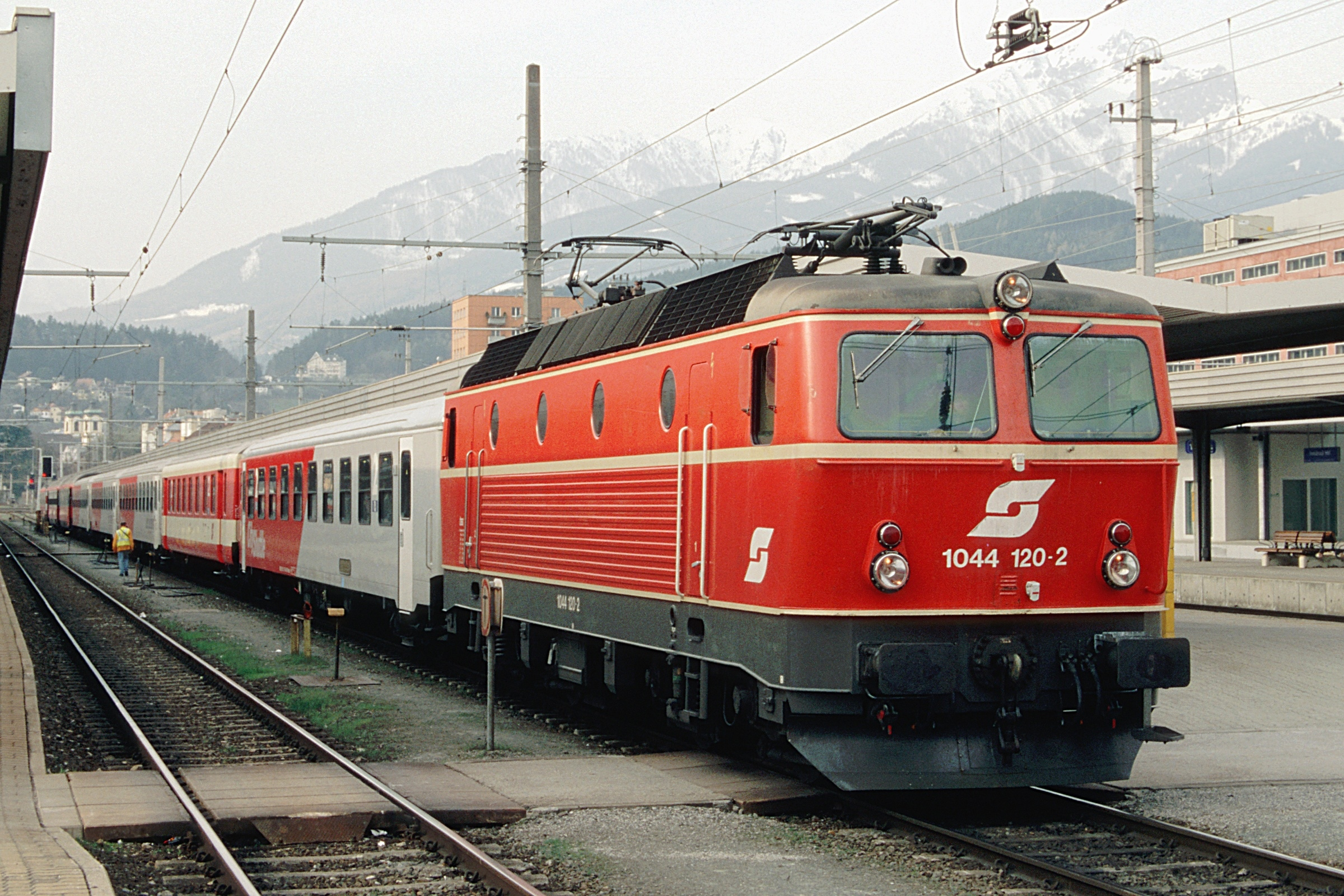
ÖBB 1044 120-2 mit Regionalzug (2004)
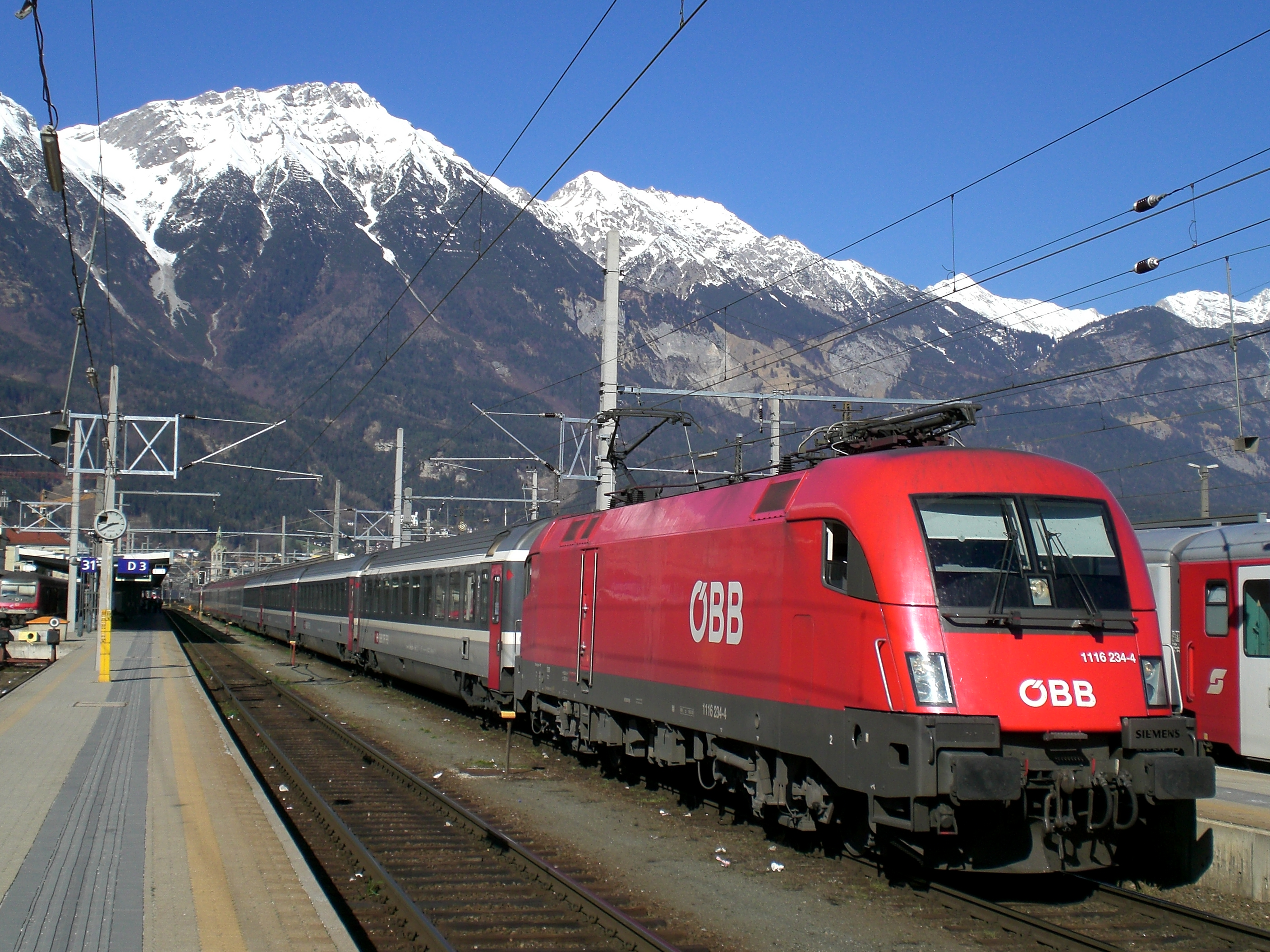
ÖBB 1116 234-4 mit SBB EC-Wagen (2007)